# MC Pedrinho
Pedro Maia Tempester, més conegut amb el nom artístic MC Pedrinho   (Cabreúva, 3 de maig de 2002) és un músic brasiler. Va iniciar la seva carrera musical amb 11 anys, el gènere musical que canta és el Funk Ousadia.

## Vida personal
Pedro a iniciat la seva vida musical molt jove els 12 anys, el 2014, però ja va cantar en un quermesse a la Vila Maria, barri de la Zona Nord de São Paulo, als vuit anys, influït per la popularització del gènere musical en la regió. La primera música coneguda de Pedrinho va ser precisament la seva més reeixida, titulada "Dom Dom Dom", amb la participació de MC Livinho, amb una lletra que es relaciona clarament amb el sexe oral. Aquesta cançó va ser llançada quan Pedrinho tenia només onze anys, fet que no va ser ben rebut pels mitjans de comunicació. Segons una entrevista al portal G1, Pedrinho diu que el funk ha permès una gran millora en les condicions de vida i que quan era un nen va passar fam.
Una de les seves cançons que també va tenir èxit i va acabar sent dirigida més cap al funk ostentação va ser la cançó Vida Diferenciada amb la participació del reconegut MC Léo da Baixada. Entre les seves altres cançons destacades, ja dintre del funk proibidão, es troben Hit do Verão, Matemática i Geometria da Putaria, que el van col·locar com a revelació del funk en 2015.
El fiscal Luciano Tonet va sol·licitar la prohibició d'un dels seus concerts, per tenir un "repertori musical dotat de clares connotacions sexuals, alt contingut eròtic, pornografia, profanitat i tota mena de vulgaritat, incompatibles amb les condicions específiques de la persona en desenvolupament". L'endemà, el fiscal va expressar el desig de prohibir les cançons del cantant en tot el territori nacional per motius de "model per als altres". No obstant això, el cantant no va estar influenciat per l'intent de prohibició i només tres dies després d'haver llançat una altra cançó amb contingut sexual.

## Èxits
- Dom Dom Dom (2014)
- Menino Sonhador (2015)
- Linda Morena (2016)
- Evoque Azul (2017)
- Gol Bolinha, Gol Quadrado (2017)